# Frances Campbell

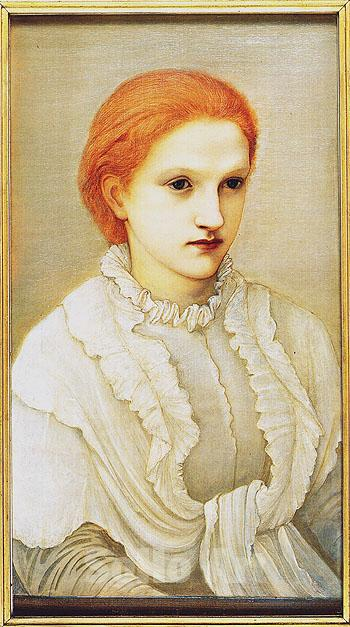
Lady Frances Balfour - Edward Burne-Jones

Lady Frances Campbell (Londra, 22 febbraio 1858 – Londra, 25 febbraio 1931) è stata una nobildonna scozzese.

## Biografia
Era la figlia di George Douglas Campbell, VIII duca di Argyll, e di sua moglie, Lady Elizabeth Sutherland-Leveson-Gower, figlia di George Sutherland-Leveson-Gower, II duca di Sutherland. A causa di un problema all'anca, durante l'infanzia camminava zoppa.

## Matrimonio
Sposò, il 12 maggio 1879, Eustace Balfour (8 giugno 1854-14 febbraio 1911), figlio di James Maitland Balfour. Ebbero cinque figli:
- Blanche Elizabeth Balfour (1880-16 maggio 1948), sposò Edgar Dugdale, ebbero due figli;
- Joan Eleanor Campbell Balfour (?-10 maggio 1939), sposò Edward Cecil Lascelles, non ebbero figli;
- Francis Cecil Campbell Balfour (8 dicembre 1884-16 aprile 1965), sposò Phyllis Evelyn Goschen, ebbero due figli;
- Alison Catherine Campbell Balfour (?-3 settembre 1955), sposò Arthur Milne, non ebbero figli;
- Oswald Herbert Campbell Balfour (1894-16 ottobre 1953).

In opposizione alla politica conservatrice dei suoceri, Frances, con entrambi i suoi genitori, era una sostenitrice liberale di William Gladstone e del suo governo. Lady Frances e il marito non superarono mai queste differenze politiche e trascorrevano sempre meno tempo insieme. I suoi genitori erano stati coinvolti anche in diverse campagne politiche per la riforma sociale.
È stata presidente della Società Nazionale per il suffragio delle donne (1896-1914).

## Morte
Morì il 25 febbraio 1931 a Londra. Fu sepolta a Whittingehame.

## Ascendenza
|                                                        |                                            |                                                     | Genitori                                       |  |  | Nonni |  |  | Bisnonni                        |  |  | Trisnonni                        |  |
|                                                        |                                            |                                                     |                                                |  |  |       |  |  | John Campbell, V duca di Argyll |  |  | John Campbell, IV duca di Argyll |  |
|                                                        |                                            |                                                     |                                                |  |  |       |  |  | John Campbell, V duca di Argyll |  |  | John Campbell, IV duca di Argyll |  |
|                                                        |                                            | hon. Mary Kerr                                      |                                                |  |  |       |  |  | John Campbell, V duca di Argyll |  |  |                                  |  |
| John Campbell, VII duca di Argyll                      |                                            |                                                     |                                                |  |  |       |  |  | John Campbell, V duca di Argyll |  |  |                                  |  |
|                                                        |                                            | Elizabeth Gunning, I baronessa Hamilton di Hameldon | John Gunning                                   |  |  |       |  |  |                                 |  |  |                                  |  |
|                                                        |                                            | Elizabeth Gunning, I baronessa Hamilton di Hameldon | John Gunning                                   |  |  |       |  |  |                                 |  |  |                                  |  |
|                                                        |                                            | Elizabeth Gunning, I baronessa Hamilton di Hameldon | hon. Bridget Bourke                            |  |  |       |  |  |                                 |  |  |                                  |  |
| George Douglas Campbell, VIII duca di Argyll           |                                            | Elizabeth Gunning, I baronessa Hamilton di Hameldon |                                                |  |  |       |  |  |                                 |  |  |                                  |  |
|                                                        |                                            | John Glassel                                        | Robert Glassell                                |  |  |       |  |  |                                 |  |  |                                  |  |
|                                                        |                                            | John Glassel                                        | Robert Glassell                                |  |  |       |  |  |                                 |  |  |                                  |  |
|                                                        |                                            | John Glassel                                        | Mary Kelton                                    |  |  |       |  |  |                                 |  |  |                                  |  |
| Joan Glassel                                           |                                            | John Glassel                                        |                                                |  |  |       |  |  |                                 |  |  |                                  |  |
|                                                        |                                            | Helen Buchan                                        | John Buchan                                    |  |  |       |  |  |                                 |  |  |                                  |  |
|                                                        |                                            | Helen Buchan                                        | John Buchan                                    |  |  |       |  |  |                                 |  |  |                                  |  |
|                                                        |                                            | Helen Buchan                                        | Anne Brown                                     |  |  |       |  |  |                                 |  |  |                                  |  |
| lady Frances Campbell                                  |                                            | Helen Buchan                                        |                                                |  |  |       |  |  |                                 |  |  |                                  |  |
|                                                        | George Leveson-Gower, I duca di Sutherland | Granville Leveson-Gower, I marchese di Stafford     |                                                |  |  |       |  |  |                                 |  |  |                                  |  |
|                                                        | George Leveson-Gower, I duca di Sutherland | Granville Leveson-Gower, I marchese di Stafford     |                                                |  |  |       |  |  |                                 |  |  |                                  |  |
|                                                        | George Leveson-Gower, I duca di Sutherland | lady Louisa Egerton                                 |                                                |  |  |       |  |  |                                 |  |  |                                  |  |
| George Sutherland-Leveson-Gower, II duca di Sutherland | George Leveson-Gower, I duca di Sutherland |                                                     |                                                |  |  |       |  |  |                                 |  |  |                                  |  |
|                                                        |                                            | Elizabeth Sutherland, XIX contessa di Sutherland    | William Sutherland, XVIII conte di Sutherland3 |  |  |       |  |  |                                 |  |  |                                  |  |
|                                                        |                                            | Elizabeth Sutherland, XIX contessa di Sutherland    | William Sutherland, XVIII conte di Sutherland3 |  |  |       |  |  |                                 |  |  |                                  |  |
|                                                        |                                            | Elizabeth Sutherland, XIX contessa di Sutherland    | Mary Maxwell                                   |  |  |       |  |  |                                 |  |  |                                  |  |
| lady Elizabeth Sutherland-Leveson-Gower                |                                            | Elizabeth Sutherland, XIX contessa di Sutherland    |                                                |  |  |       |  |  |                                 |  |  |                                  |  |
|                                                        |                                            | George Howard, VI conte di Carlisle                 | Frederick Howard, V conte di Carlisle          |  |  |       |  |  |                                 |  |  |                                  |  |
|                                                        |                                            | George Howard, VI conte di Carlisle                 | Frederick Howard, V conte di Carlisle          |  |  |       |  |  |                                 |  |  |                                  |  |
|                                                        |                                            | George Howard, VI conte di Carlisle                 | lady Margaret Leveson-Gower                    |  |  |       |  |  |                                 |  |  |                                  |  |
| lady Harriet Howard                                    |                                            | George Howard, VI conte di Carlisle                 |                                                |  |  |       |  |  |                                 |  |  |                                  |  |
|                                                        |                                            | lady Georgiana Cavendish                            | William Cavendish, V duca di Devonshire        |  |  |       |  |  |                                 |  |  |                                  |  |
|                                                        |                                            | lady Georgiana Cavendish                            | William Cavendish, V duca di Devonshire        |  |  |       |  |  |                                 |  |  |                                  |  |
|                                                        |                                            | lady Georgiana Cavendish                            | lady Georgiana Spencer                         |  |  |       |  |  |                                 |  |  |                                  |  |
|                                                        |                                            | lady Georgiana Cavendish                            |                                                |  |  |       |  |  |                                 |  |  |                                  |  |